# وزارة المالية الاتحادية (نيجيريا)
وزارة المالية الاتحادية هي الهيئة الحكومية التي تدير الشؤون المالية للحكومة الفيدرالية لنيجيريا، بما في ذلك إدارة ومراقبة ومراقبة الإيرادات والنفقات الفيدرالية. أدوار وزارة المالية: تشمل بعض أدوار وزارة المالية جمع وصرف الإيرادات الحكومية، وصياغة السياسات المتعلقة بالضرائب، والتعريفات، والإدارة المالية، وما إلى ذلك، وإعداد الميزانية السنوية وإدارتها، وإعداد الحسابات السنوية للوزارات والإدارات والهيئات، والإدارة. الدين الاتحادي وتنظيم سوق رأس المال.

## وصلات خارجية
- الموقع الرسمي للوزارة